# 이민우 (1905년)
이민우(1905년 10월 2일~1982년 10월 10일)는 대한민국의 정치인이다. 제4·7대 국회의원을 지냈다.

## 역대 선거 결과
|  | 50.35% |

|  | 9.16% |

|  | 58.54% |